# Coreografía de Servicio Web
La Coreografía de Servicios Web (WS-Choreography) es una especificación establecida por el W3C que define procesos de modelo de negocio basados en XML, los cuales describen protocolos de colaboración entre participantes de un servicio Web, en el cual los servicios actúan como pares, y las interacciones pueden tener un ciclo de vida y estados de larga duración.
El principal esfuerzo industrial y de comunidad para estandarizar un lenguaje para coreografías fracasó con el cierre del W3C Web Services Choreography Working Group en julio de 2009 abandonando WS-CDL con un candidato a recomendación ("Candidate Recommendation").

## Funcionamiento
La idea subyacente detrás de la noción de la coreografía puede resumirse de la forma siguiente: "Actores que se ejecutan en un escenario global sin un punto único de control". La Coreografía de Servicios Web permite acceder al poder de los servicios Web y permitir a las entidades a que creen procesos de negocio que reflejan las necesidades dinámicas y siempre cambiantes de las transacciones de hoy en día. Las organizaciones pueden exponer su software de aplicación y recursos como un servicio Web para que otros puedan encontrarlos y utilizarlos dinámicamente en sus procesos de negocios.
Crear un proceso de negocio requiere contar no sólo con una definición clara de los patrones colaborativos, sino también de una forma de representar interacciones estándar B2B. la Coreografía de Servicios Web utiliza la visión de un verdadero servicio coordinado en Web y colaboración al:
1. Proveer un modelo práctico para contar con un composiciones y coreografía de procesos que sean dinámicas, reusables y escalables.
2. Solucionar problemas técnicos de unidad y ejecutabilidad.
3. Permitir procesos compuestos más dinámicos y semiautomatizados.
4. Permitir la incorporación de semántica.